# Helle Sørensen
Pour les articles homonymes, voir Sørensen.
Helle Sørensen, née le 22 mai 1963 à Ringsted, est une coureuse cycliste danoise.

## Palmarès sur route

### Jeux Olympiques
- Los Angeles 1984
  - 7e de la course en ligne féminine de cyclisme sur route aux Jeux olympiques d'été de 1984

### Championnats nationaux
- 1981
  -  Championne du Danemark sur route
- 1982
  -  Championne du Danemark sur route
  -  Championne du Danemark du contre-la-montre
- 1983
  -  Championne du Danemark sur route
- 1986
  -  Championne du Danemark sur route
- 1987
  -  Championne du Danemark sur route
  - 3e du championnat du Danemark du contre-la-montre
- 1989
  - 2e du championnat du Danemark sur route
- 1992
  - 2e du championnat du Danemark sur route
- 1995
  - 2e du championnat du Danemark sur route
- 1996
  -  Championne du Danemark sur route
- 1997
  -  Championne du Danemark du contre-la-montre
  - 3e du championnat du Danemark sur route
- 1999
  - 2e du championnat du Danemark du contre-la-montre

## Palmarès sur piste

### Championnats nationaux
- 1986
  -  Championne de la poursuite
- 1987
  -  Championne de la poursuite